# Paratrechina comorensis
Paratrechina comorensis är en myrart som först beskrevs av Auguste-Henri Forel 1907.  Paratrechina comorensis ingår i släktet Paratrechina och familjen myror. Inga underarter finns listade i Catalogue of Life.

## Bildgalleri

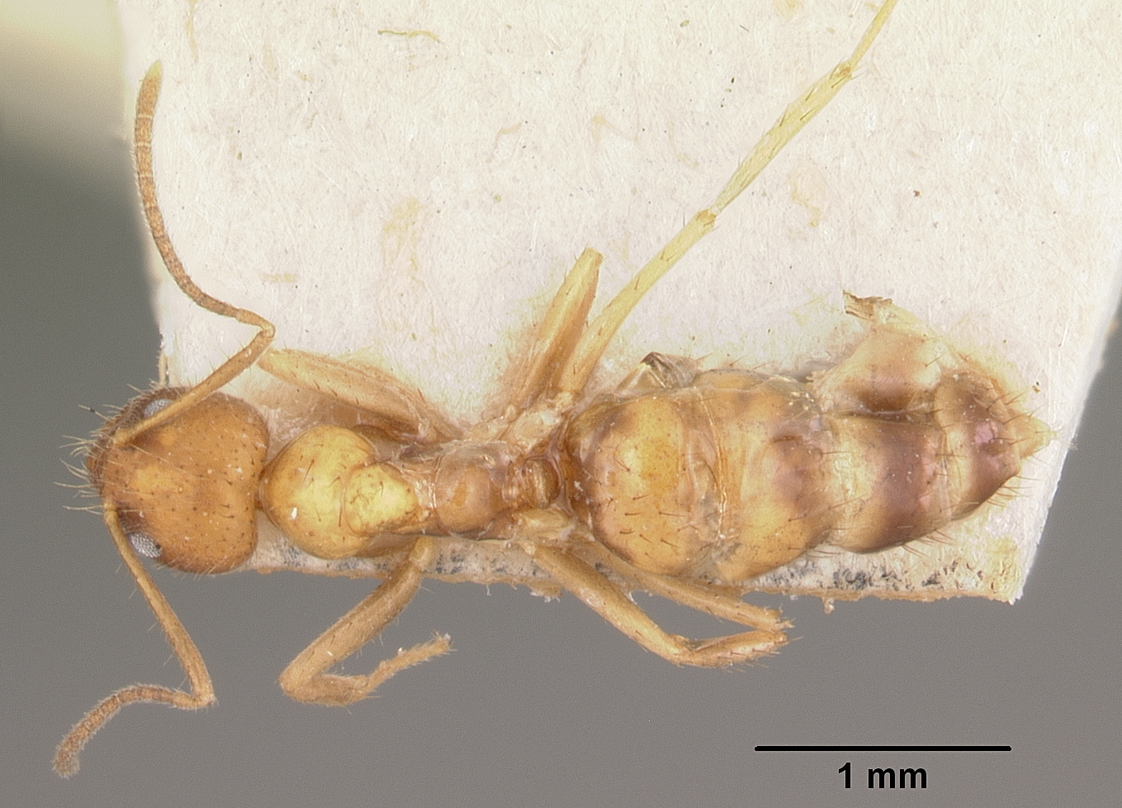
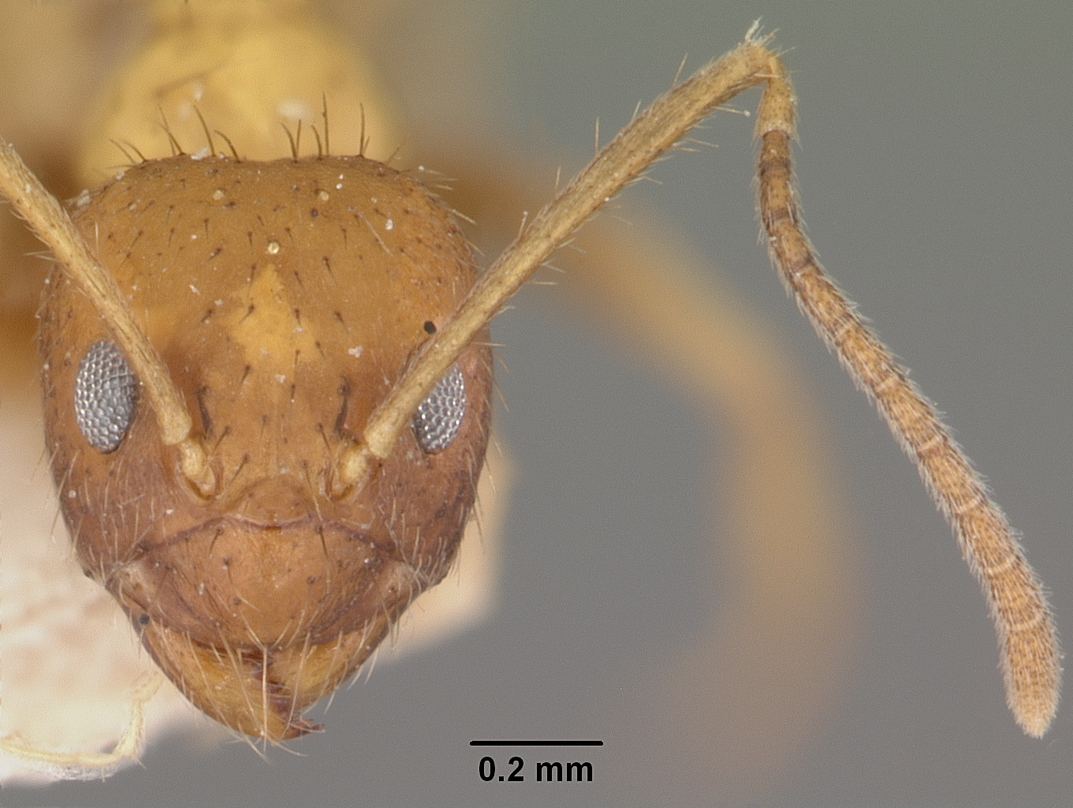
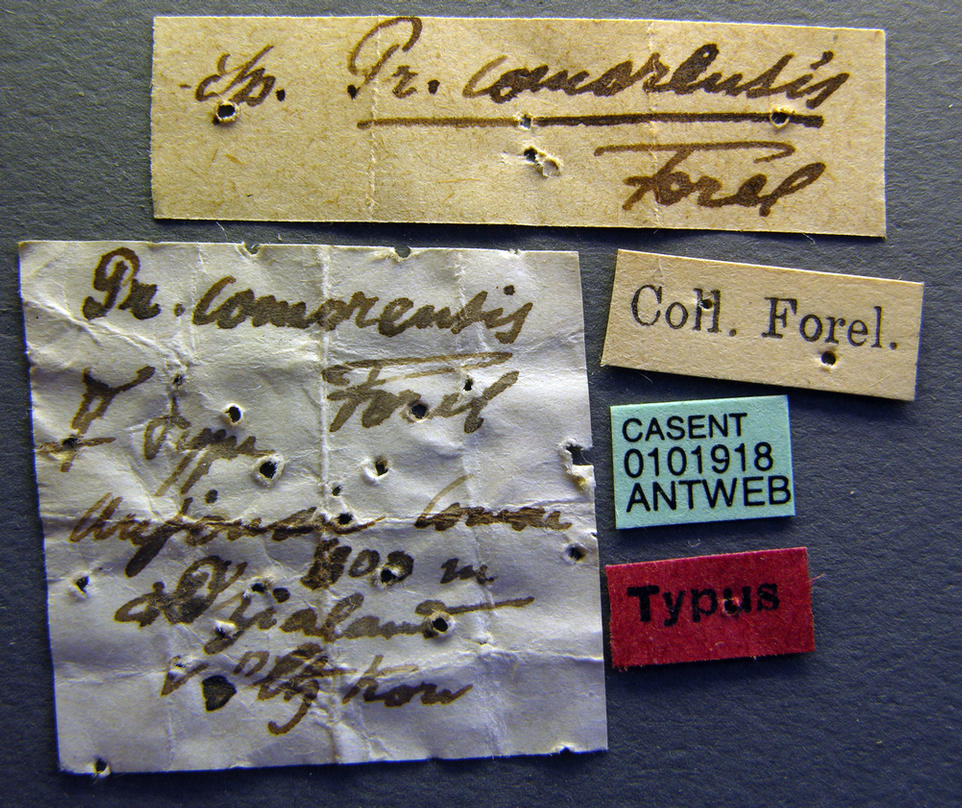
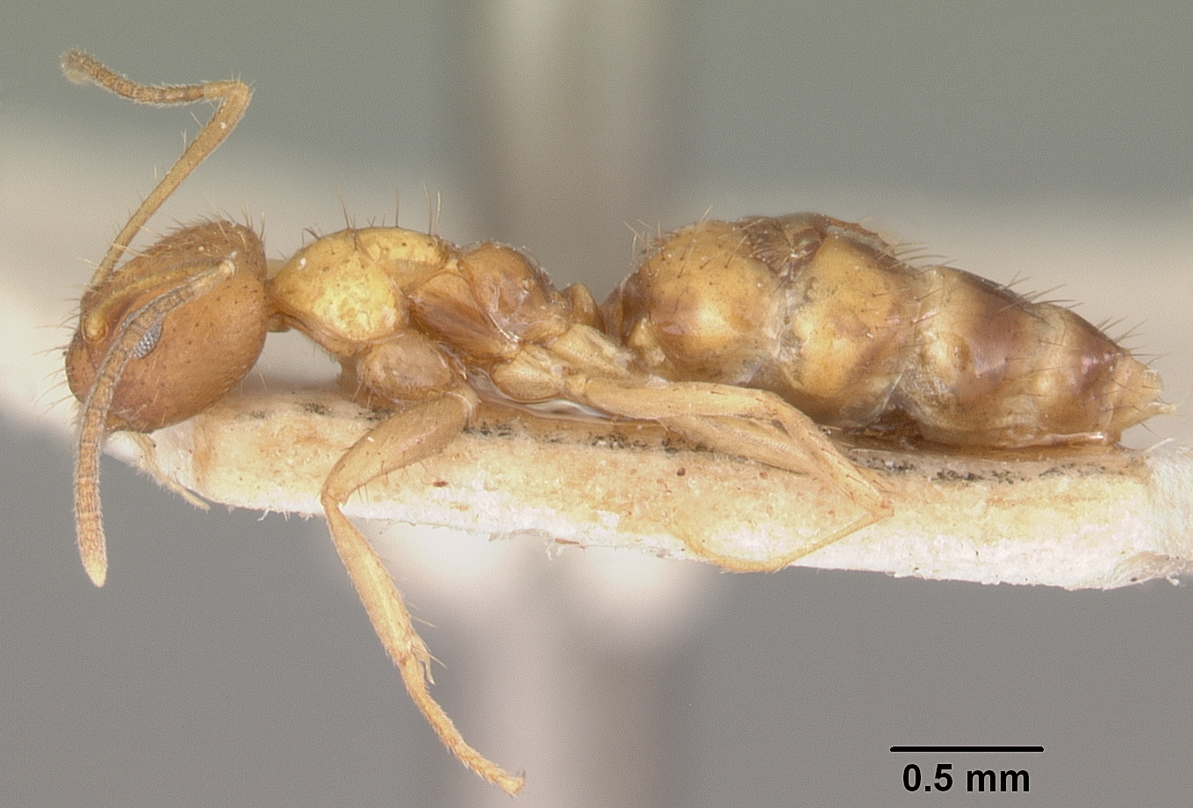
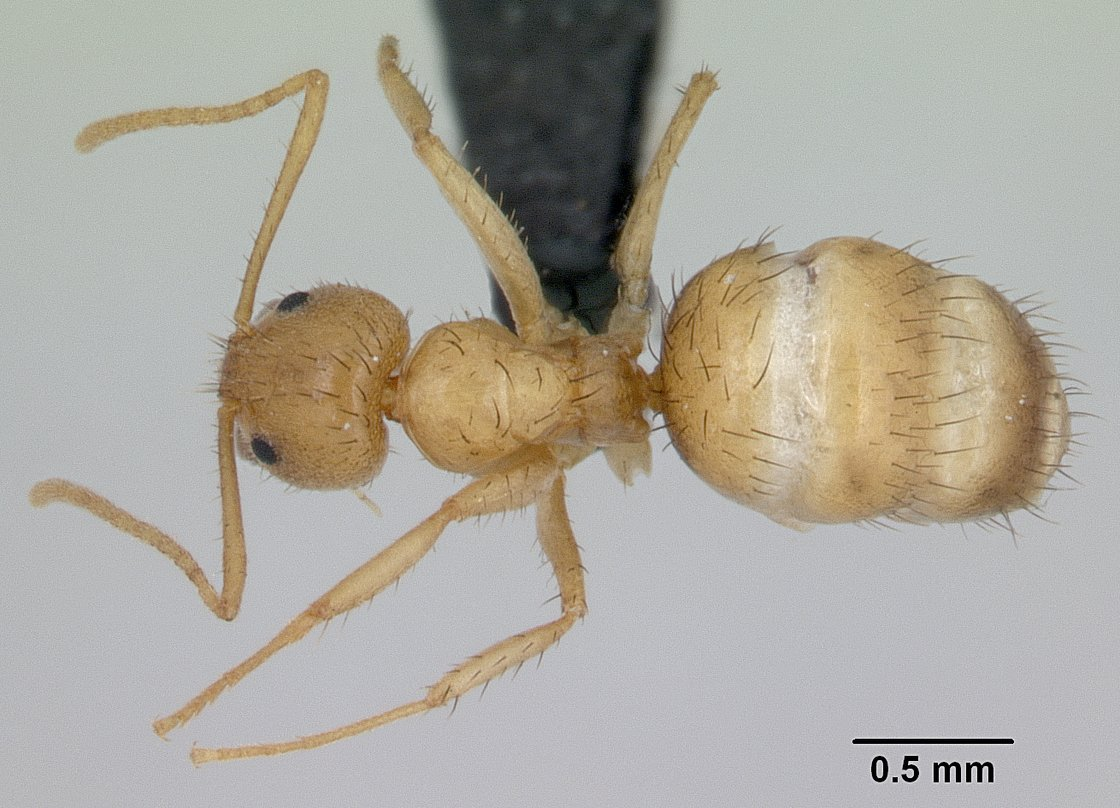
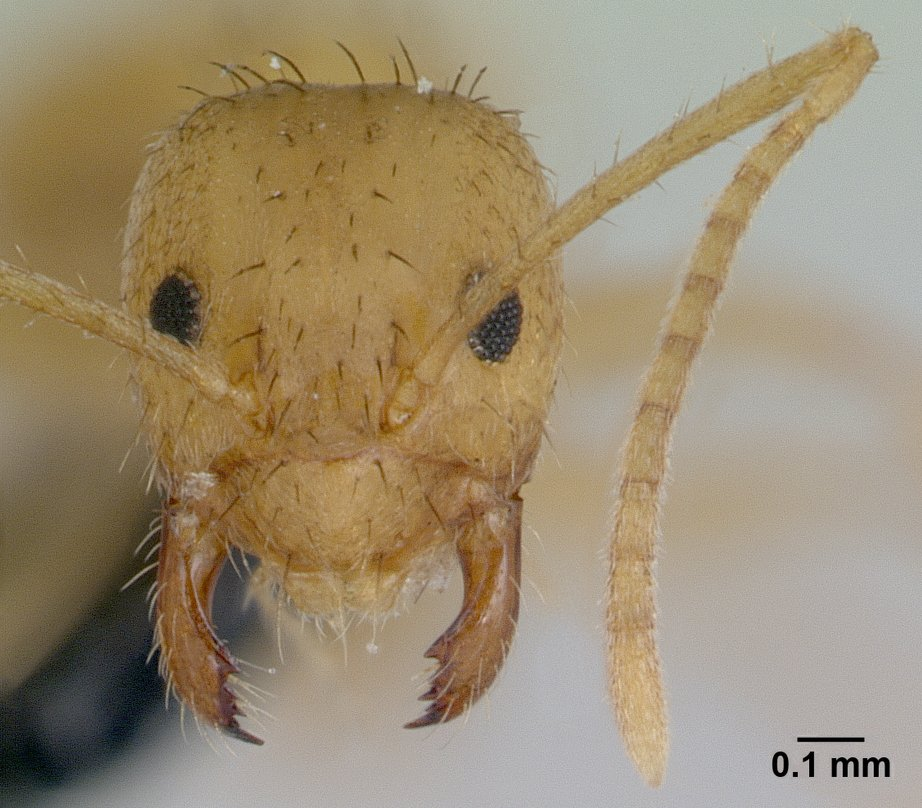